# Lommedør
En lommedør er en skydedør, der bliver skjult i en åbning i væggen, når den bliver åbnet helt. Lommedøre bruge af æstetiske årsager som arkitektonisk effekt eller hvis der ikke er plads til en normalt hængslet dør. De kan være monteret på skinner i gulvet eller hænge fra loftet. Der findes både enkelte og dobbelte lommedøre.
Lommedøre bruges normalt i bygninger, men i sjældne tilfælde ses de også brugt i biler eller i andre sammenhænge.